# Exomala orientalis
Exomala orientalis är en skalbaggsart som beskrevs av Waterhouse 1875. Exomala orientalis ingår i släktet Exomala och familjen Rutelidae. Inga underarter finns listade i Catalogue of Life.

## Bildgalleri

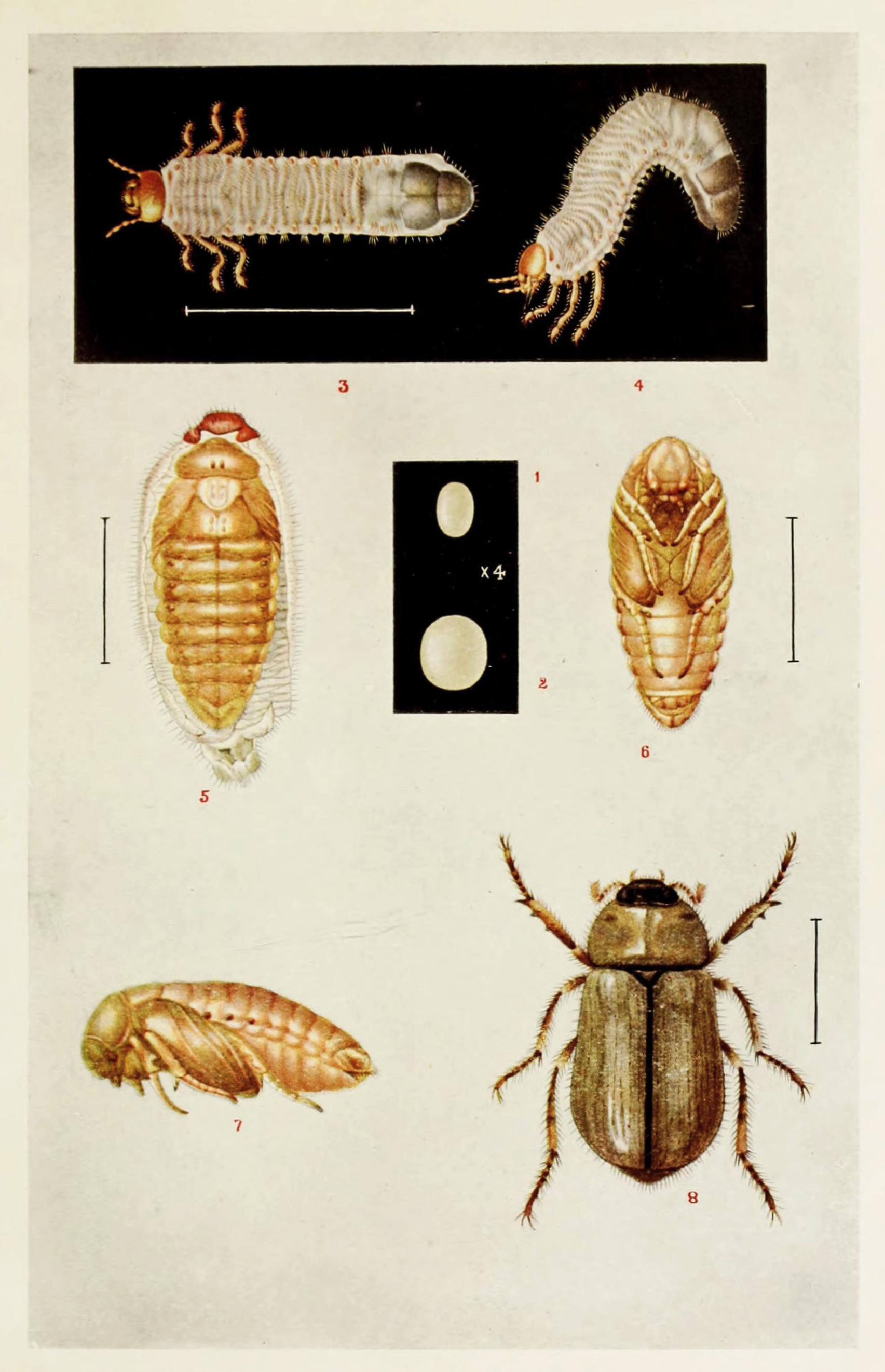
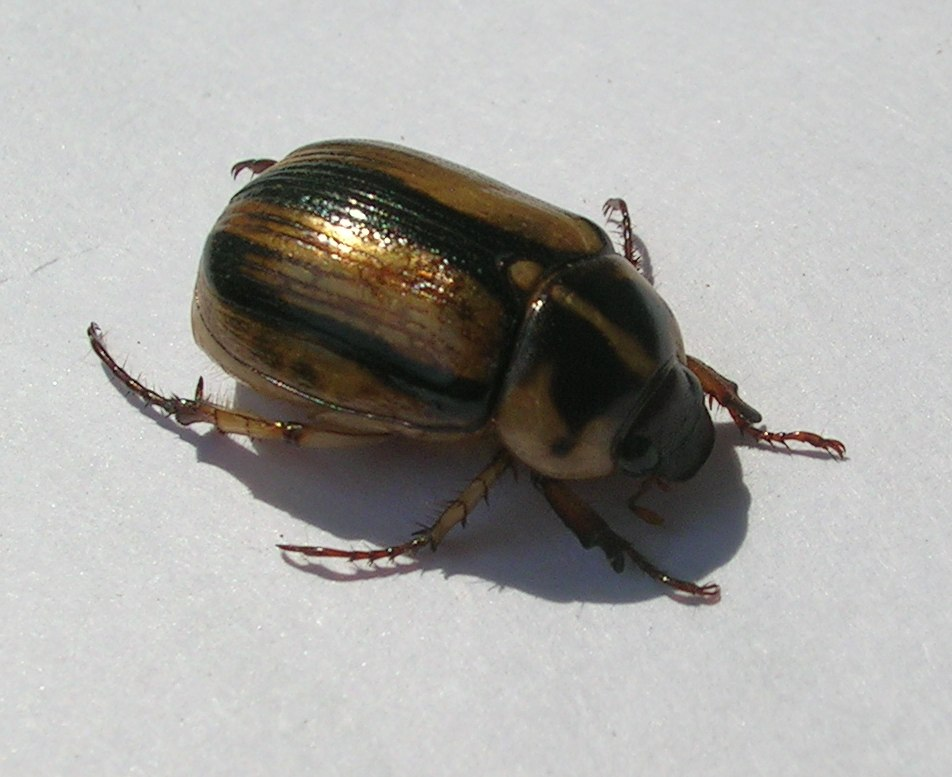
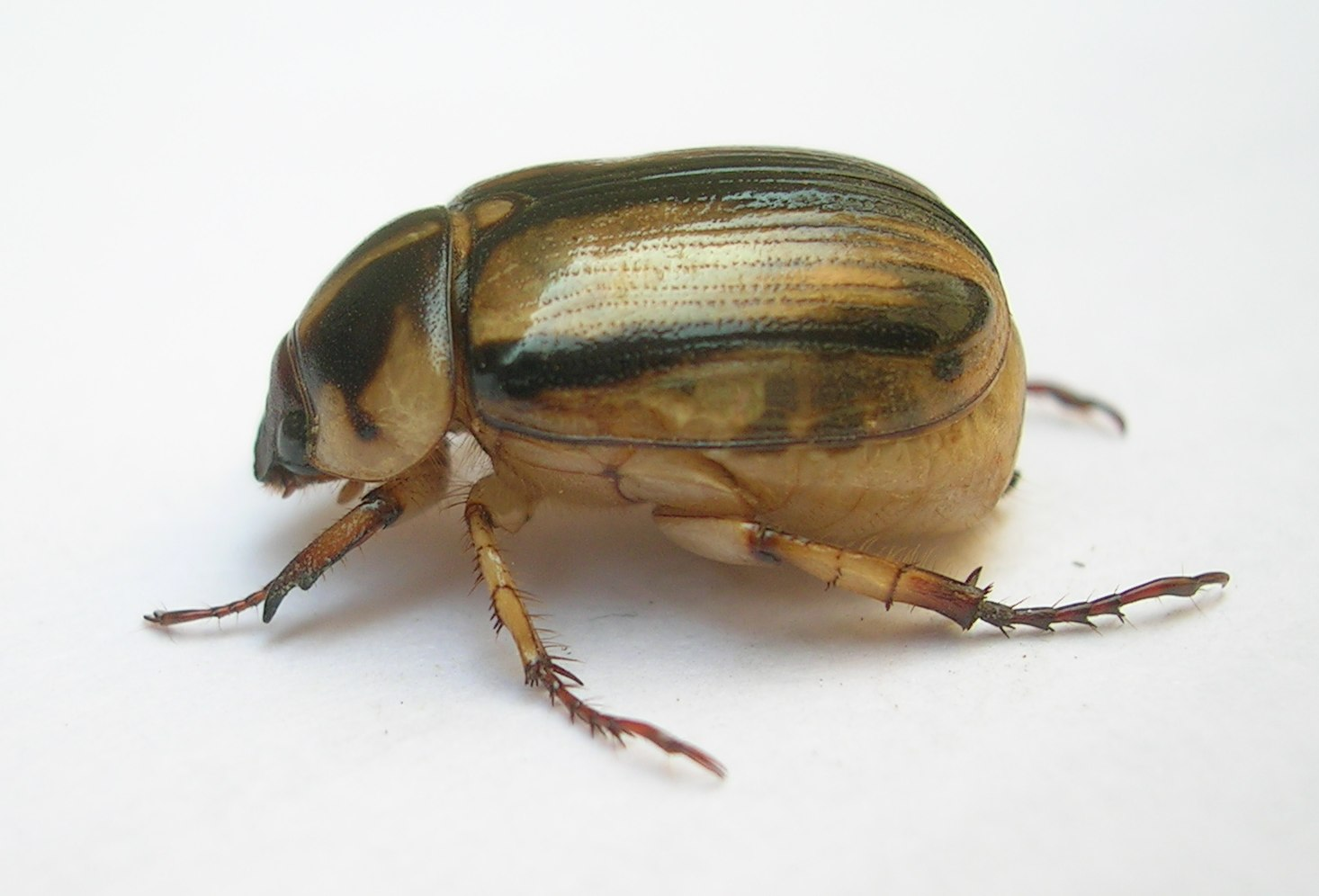
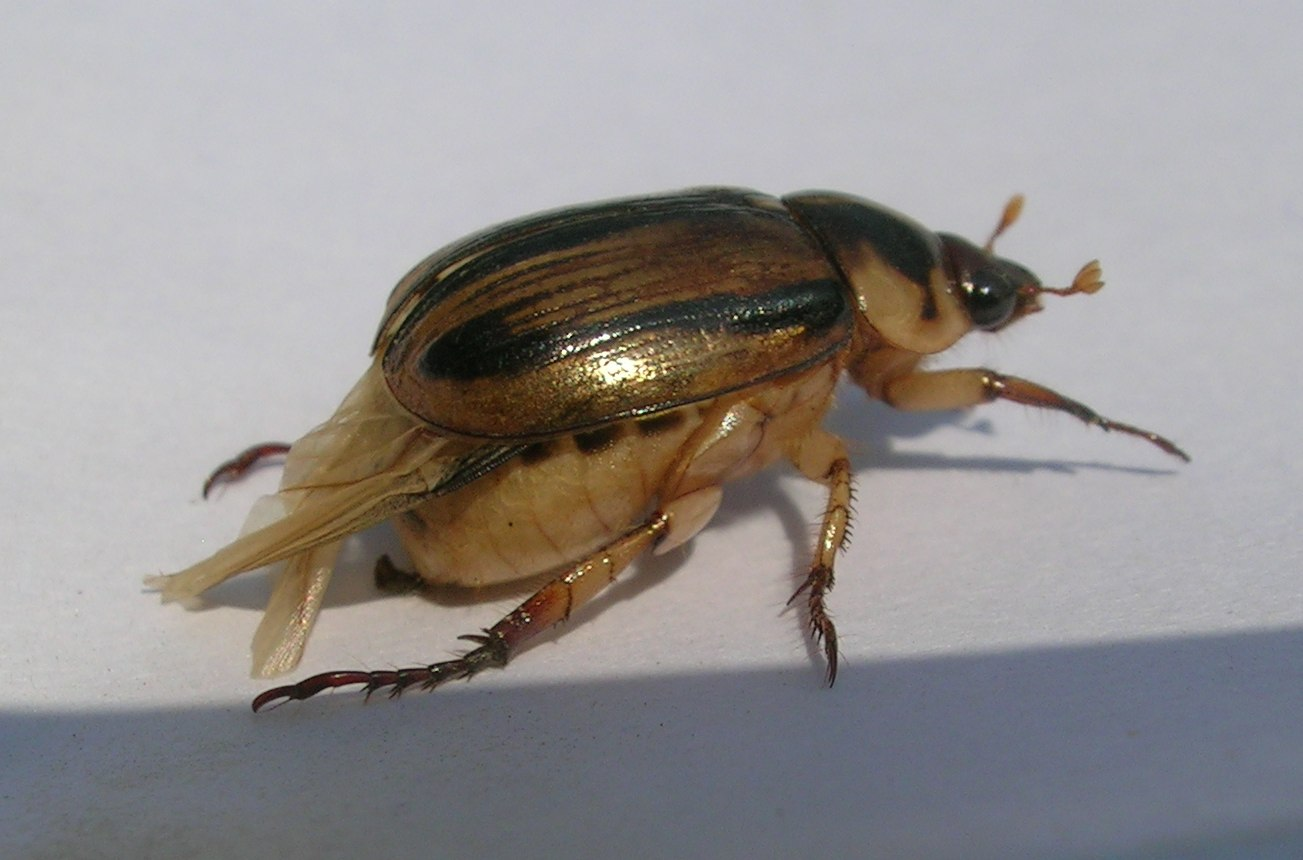